# Pseudocorynopoma
Pseudocorynopoma és un gènere de peixos de la família dels caràcids i de l'ordre dels caraciformes.

## Taxonomia
- Pseudocorynopoma doriae (Perugia, 1891)[3]
- Pseudocorynopoma heterandria (Eigenmann, 1914)[4][5][6][7][8][9][10][11]